# ARA Santa Cruz (D-12)
«Санта Крус» (ісп. ARA Santa Cruz (D-12) — військовий корабель, ескадрений міноносець типу «Буенос-Айрес», що перебував на озброєнні військово-морського флоту Аргентини у 1930-1970-х роках.
«Санта Крус» був закладений на верфі британської компанії Cammell Laird у Беркенгеді. 3 листопада 1937 року він був спущений на воду, а 26 вересня 1938 року увійшов до складу ВМС Аргентини.

## Історія служби
16 вересня 1955 року «Санта Крус» підтримав державний переворот, який назвав себе «Визвольною революцією».
Вранці 21 травня 1958 року «Санта Крус» перебував у районі затоки Нуево, беручи участь у звичайних протичовнових навчаннях разом з крейсерами «Генерал Бельграно» і «Нуеве де Хуліо». У навчаннях також брали участь аргентинські есмінці «Ентре Ріос», «Місьйонес» і «Буенос-Айрес», корабель-майстерня «Індженеро Ірібас» і авізо «Санавірон» і «Чарруа». Освітлюючи «Санавірон» своїми датчиками, «Буенос-Айрес» виявив невідомий підводний човен. Есмінці негайно взялися за переслідування порушника та розпочали бомбардування протичовновими засобами. Вони шукали до заходу сонця наступного дня, але безрезультатно припинили завдання.
1973 року списаний на брухт.